# 团结出版社
团结出版社，是一所中华人民共和国出版社，归属民革管理，总部位于北京市东城区。

## 概述
1987年12月25日，团结出版社成立，归属中国国民党革命委员会中央委员会领导。其出书范围主要包括有关孙中山革命思想、辛亥革命和民国时期著名人物的专著、传记；国共合作、中国国民党革命委员会党史等学术著作。

## 出版书籍
刘红.  第一版. 北京: 团结出版社. 2017. ISBN 9787412660206.